# La Marche de l'histoire
La Marche de l'histoire était une émission radiophonique quotidienne d'environ 30 minutes de vulgarisation historique, diffusée sur France Inter entre 2011 et 2020 à 13 h 30 (puis décalée en 2019 à 14 h 30). Elle était animée et produite par Jean Lebrun.

## Présentation
L'émission fait chaque jour le tableau d’un événement, le portrait d’un personnage, le récit historique d’un objet, d'un fait divers important ou d'un concept étayés par des archives (sonores, extraits de films, musiques ou chansons d'époque, etc.). L'animateur est le plus souvent accompagné d'un historien ou d'un témoin privilégié, la plupart du temps auteur d'un ouvrage sur le sujet[réf. nécessaire].
Cette émission a remplacé, dans la grille de France Inter, 2000 ans d'histoire, qui était animée et produite par Patrice Gélinet.

## Fiche technique
- Producteur : Jean Lebrun
- Réalisation : Valérie Ayestaray et Audrey Ripoull, depuis septembre 2016, auparavant Jacques Sigal[réf. souhaitée]
- Attachés de production : Frédéric Martin, Franck Olivar et Ilinca Negulesco[réf. souhaitée]

## Mise en son
Le générique de l'émission est un extrait du mouvement « L'Été » des Quatre Saisons d'Antonio Vivaldi par l'ensemble Il Giardino Armonico.

## Critiques
En novembre 2013, Le Figaro note : « Se brancher sur le rendez-vous de Jean Lebrun, c'est un peu comme écouter son grand-père au coin du feu raconter ses souvenirs. Extraits de films et archives, les grésillements des enregistrements nous aident à remonter le temps. Pour les esprits éveillés qui aiment les exposés. Travail sérieux et approfondi ».